# Yossef Gutfreund
Yossef Gutfreund (1 de novembro de 1931 – Fürstenfeldbruck, 6 de setembro de 1972) foi um juiz de luta livre israelense da equipe olímpica de 1972 de seu país. Ele foi assassinado no massacre de Munique por terroristas do Setembro Negro junto com outros 10 membros da equipe israelense.

## Biografia
Yosef Gutfreund frequentou a escola de medicina na Romênia, planejando se tornar um veterinário, mas mais tarde começou a lutar luta livre. Munique foi sua terceira Olimpíada como árbitro de luta livre.

## Rapto e morte
Em 5 de setembro de 1972, Gutfreund estava dormindo no alojamento dos treinadores israelenses na Vila Olímpica. Por volta das 4h30, ele ouviu um barulho do lado de fora da porta e foi investigar, pensando que poderia ser o treinador de luta livre Moshe Weinberg, que tinha a outra chave da porta. Ele viu a porta começar a abrir e teve um vislumbre de homens mascarados com armas do outro lado. Gutfreund jogou sua moldura de 6 pés e 3 polegadas e 290 libras contra a porta e gritou um aviso para seus companheiros israelenses. A força despendida por Gutfreund de um lado da porta e os oito fedayeen do outro foi suficiente para torcer as dobradiças e os batentes da porta. Os poucos segundos preciosos permitiram que seu colega de quarto, o treinador de levantamento de peso Tuvia Sokolsky, quebrasse uma janela e escapasse. No apartamento 2 adjacente, o corredor Dr. Shaul Ladany foi acordado com um solavanco pelos gritos de Gutfreund e também conseguiu escapar do prédio.
Gutfreund e oito outros membros da equipe olímpica israelense foram capturados pelos terroristas. Dois outros que resistiram aos sequestradores, o treinador de luta livre Weinberg e o levantador de peso Yossef Romano, foram mortos pelos invasores.
Vinte e uma horas depois, em 6 de setembro, Gutfreund foi baleado e morto pelos terroristas durante uma tentativa fracassada de resgate pelas autoridades da Alemanha Ocidental.